# 이노우에 마오
이노우에 마오(일본어: 井上 真央, 1987년 1월 9일 ~ )는 일본의 배우이다. 가나가와현 요코하마시 출신. 후지사와 고등학교를 거쳐, 메이지 대학교 문학부 문학과 연극학 전공 졸업했다. 언네프 소속이며, 신장은 158cm, 혈액형은 O형이다.

## 약력
4살 때 어머니의 추천으로 극단 도하이에 들어가서 5세부터 아역으로 경력을 시작했다.
데뷔작은 1992년 《한여름의 형사》(TV 아사히)에서 경찰차에 치여 죽는 아이의 역할이었다. 이후 《소장》 (NHK)에서 마츠 타카코의 어린 시절과 〈미츠이의 리하우스〉의 CM에서 이케와키 치즈루의 여동생 역을 연기하는 등 많은 드라마와 CM에 출연했다. 1999년부터 2003년까지 낮 드라마 《키즈 워》(CBC) 시리즈에 출연. 정의감 넘치는 소녀 이마이 아카네를 연기해 눈길을 끌었다.
2002년에는 《히구치 이치요》로 무대 첫 출연.
2004년, 대학 진학을 위해 학업에 전념하기 위해 연예 활동을 일시 정지. 같은 해에는 타무라 프로에서 세븐스 에비뉴로 이적했다.
2005년 연예 활동을 재개하였고, 같은 해 10월에는 《꽃보다 남자》(TBS)에서 연속 드라마 첫 주연을 완수한다. 이 작품은 《꽃보다 남자 2 (리턴즈)》(2007년), 극장판 버전의 《꽃보다 남자 F(파이널)》(2008년)으로 제작되어, 자신에게는 영화 첫 주연작이자 계속되는 인기 시리즈가 되었다.
2006년 《체케랏쵸!!》로 영화 첫 출연.
2007년 《퍼스트 키스》로 후지 TV 게츠쿠 드라마 첫 출연 및 주연.
2009년 3월에 메이지 대학 문학부 문학과 연극학 전공 졸업.
2011년 연속 TV 소설 《해님》(NHK)에서 오디션 없이 주인공을 맡아 그 해 말 제62회 NHK 홍백가합전에 홍조 사회를 맡았다. 또한 동년 공개의 《8일째 매미》로 제35회 일본 아카데미상 최우수 여우주연상을 수상했다.
2014년 극장판 애니메이션 《날아라 호빵맨 사과 아가와 모두의 소원》으로 성우에 첫 도전했다.
2015년 《꽃 타오르다》(NHK)으로 대하드라마 첫 주연.
2016년 세븐스 에비뉴에서 언네프로 이적을 발표했다.

## 인물·에피소드
- 메이지 대학 문학부 졸업. 학위는 학사 (문학).[10] 대학에 가려고 생각한 계기는 아역 시절 공연한 단 후미의 “학업은 연기에 방해가 되지 않는다”고 말한 것이라고 말했다. 대학 졸업 논문 주제는 평소 존경하는 스기무라 하루코이다.[11]

- 취미는 드라이브, 특기는 일본 무용.

- 문자나 편지를 쓰는 것을 좋아하고, 보물도 편지이다.[12][13] 《해님》의 극 중에서 주인공 요코가 쓰는 문자나 편지도 모두 연기하고 있는 본인의 친필이다.[14][15] 또한 본인 왈 드라마 속 편지를 쓰는 장면 덕분으로 가장 만년필이 어울리는 유명 인사를 선정하는 제8회 만년필 베스트 코디상 2011의 일반 선출 부문을 수상했다.[16]

- 유치원 때부터 텔레비전 앞에 앉아 있었을 정도로 드라마 매니아이며, 후지 TV 게츠쿠 드라마 중에서는 《하늘에서 내리는 일억 개의 별》을 좋아했다고 말하고 있다.

- 영화 《내 첫사랑을 너에게 바친다》에서 맡은 역할 〈마유〉 명의로 아메바 블로그에 기간 한정으로 블로그를 개설.(2009년 9월 18일 ~ 2010년 9월 10일) 이후에도, 아메바 블로그에 기간 한정으로 이노우에 마오 공식 블로그를 개설했다.(2011년 12월 27일 ~ 2013년 5월 15일).

2012년 9월, 영화 《줄을 당겨버렸다!》의 배경 무대가 된 오이타시 관광 대사로 취임했다.

## 출연 작품
역할의 굵은 표시는 주연 작품

### 텔레비전 드라마
| 방송일자                          | 제목                                                                                           | 역할                              | 방송사            | 비고      |
| --------------------------------- | ---------------------------------------------------------------------------------------------- | --------------------------------- | ----------------- | --------- |
| 1992년 4월 12일 ~ 9월 27일        | 한여름의 형사                                                                                  | TBA                               | TV 아사히         | 데뷔작    |
| 1992년 8월 4일 ~ 9월 22일         | 학교가 위험해                                                                                  | 아사쿠라 마미 (어린 시절)         | TBS               |           |
| 1992년                            | 언제 봐도 파란만장                                                                             | 사츠키 미도리 (어린 시절)         | NTV               |           |
| 1992년                            | 월요일·여자의 서스펜스 〈반하게 한 얼굴! 잔인한 사진·와타라세 가와 되살아난 살인 잔상〉        | TBA                               | TV 도쿄           |           |
| 1993년                            | 마음의 여행 시리즈 〈나다쵸 (눈물 마을)〉 전편                                                 | TBA                               | 간사이 TV         |           |
| 1994년 8월 26일                   | 카기시 2                                                                                       | 노히라 카오리                     | 후지 TV           |           |
| 1994년                            | 월요 드라마 스페셜 〈한밤의 승객〉                                                             | TBA                               | TBS               |           |
| 1994년 2월 18일 ~ 1995년 2월 24일 | 닌자전대 카쿠레인저                                                                            | 닌자화이트·츠루 히메              | TV 아사히         |           |
| 1995년 6월 4일 ~ 7월 9일          | 장                                                                                             | 다노우치 레츠(어린 시절)          | NHK               |           |
| 1996년 1월 15일 ~ 2월 15일        | 건강을 올리는~구명 구급 이야기                                                                 | 니타니 마이코                     | NHK               |           |
| 1996년                            | 아쿠렌보쇼군                                                                                   | 코바야카와 아리사                 | TV 아사히         |           |
| 1997년                            | 망나니 장군 VII 제17화 〈어린이 동반 자객〉                                                    | 사요                              | TV 아사히         |           |
| 1997년                            | 미토 고몬 제25부 제14화 〈비원을 사랑한·오카야마〉                                             | 치에                              | TBS               |           |
| 1997년                            | 신·반칠포물첩                                                                                  | TBA                               | NHK               |           |
| 1997년                            | 금요일 엔터테인먼트 〈음식 미스터리 여자 출장 요리사가 간다!〉                                 | TBA                               | 후지 TV           |           |
| 1997년                            | 황금 알 제3화                                                                                  | TBA                               | TBS               |           |
| 1997년 9월 5일 ~ 1998년 3월 20일  | 테라코야유메시난                                                                               | 오사키                            | NHK 종합          |           |
| 1998년                            | 나가야마의 김씨 vs 여자 네즈미 제8화 〈2대째 조폭 마누라〉                                     | 돈보                              | TV 아사히         |           |
| 1998년                            | 비의 능선                                                                                      | 카가미 모츠케                     | 도카이 TV         |           |
| 1999년                            | 탁                                                                                             | 토미타 아야코                     | NHK-BS2           |           |
| 1999년 8월 2일 ~ 9월 24일         | 키즈 워 ~자켄의 요~                                                                            | 이마이 (나카니시) 아카네          | CBC               |           |
| 2000년 5월 29일 ~ 7월 28일        | 키즈 워 2 ~자켄의 요~                                                                          | 이마이 (나카니시) 아카네          | CBC               |           |
| 2000년 7월 8일                    | FNS의 날 2000 FNS 1억 2700만명의 27시간 TV 꿈 열도~가족 사랑 Love You~스페셜 드라마 〈아버지〉 | 오무라 유우                       | 후지 TV           |           |
| 2001년 7월 30일 ~ 9월 28일        | 키즈 워 3 ~자켄의 요~                                                                          | 이마이 (나카니시) 아카네          | CBC               |           |
| 2002년 7월 20일                   | 키즈 워 스페셜 ~자켄의 요~                                                                     | 이마이 (나카니시) 아카네          | CBC               |           |
| 2002년 9월 30일 ~ 11월 22일       | 키즈 워 4 ~자켄의 요~                                                                          | 이마이 (나카니시) 아카네          | CBC               |           |
| 2002년 12월 25일                  | 키즈 워 스페셜 ~ 사랑이야말로 모든이다! 자켄의 요~                                             | 이마이 (나카니시) 아카네          | CBC               |           |
| 2003년 7월 28일 ~ 9월 26일        | 키즈 워 5 ~자켄의 요~                                                                          | 이마이 (나카니시) 아카네          | CBC               |           |
| 2003년 11월 28일                  | 키즈 워 스페셜 ~이제 파이널! 자켄의 요~                                                        | 이마이 (나카니시) 아카네          | CBC               |           |
| 2004년 4월 16일 ~ 6월 25일        | 홈 드라마!                                                                                     | 나가미네 쇼코                     | TBS               |           |
| 2005년 1월 11일 ~ 2월 1일         | 구명 병동 24시 제 3시리즈 제1화 ~ 제4화                                                        | 코쿠보 사에                       | 후지 TV           |           |
| 2005년 10월 21일 ~ 12월 16일      | 꽃보다 남자                                                                                    | 마키노 츠쿠시                     | TBS               |           |
| 2005년 11월 1일                   | 종전 60주년 스페셜 드라마 〈반딧불의 묘〉                                                      | 사와노 나츠/미츠무라 케이코 (2역) | NTV               |           |
| 2007년 1월 5일 ~ 3월 16일         | 꽃보다 남자 2 (리턴즈)                                                                         | 마키노 츠쿠시                     | TBS               |           |
| 2007년 4월 6일                    | 셰익스피어 드라마 스페셜 제1밤 〈임금님의 심장~리어왕에서〉                                    | 카리 사쿠라                       | NTV               |           |
| 2007년 11월 23일                  | 꽃 쿠사~교토 기온 전설의 게이샤·이와사키 미네~                                                 | 이와사키 미네                     | 후지 TV           |           |
| 2007년 7월 9일 ~ 9월 17일         | 퍼스트 키스                                                                                    | 후쿠나가 미오                     | 후지 TV           |           |
| 2008년 1월 6일                    | 신춘 스페셜 드라마 〈안미츠 공주〉                                                             | 안미츠 공주                       | 후지 TV           |           |
| 2009년 1월 11일                   | 신춘 스페셜 드라마 〈안미츠 공주 2〉                                                           | 안미츠 공주                       | 후지 TV           |           |
| 2009년 7월 18일                   | 화려한 스파이 제1화                                                                            | 요시자와 아미                     | NTV               | 특별 출연 |
| 2009년 8월 4일                    | 구명 병동 24시~구명의·코지마 카에데 〈희망〉 제4화                                             | 코쿠보 사에                       | 후지 TV           | 특별 출연 |
| 2009년 9월 24일                   | JNN 50주년 기념 드라마 〈천국에서 너를 만날 수 있으면〉                                        | 노노에 나츠코                     | TBS               |           |
| 2009년 10월 5일                   | 기묘한 이야기 가을 특별편 〈검색하는 여자〉                                                    | 오카자키 카나코                   | 후지 TV           |           |
| 2010년 2월 20일                   | 전나무는 남았다                                                                                | 우노                              | TV 아사히         |           |
| 2010년 10월 17일 ~ 12월 19일      | 수의사 두리틀                                                                                  | 타지마 아스카 (히로인)            | TBS               |           |
| 2011년 4월 4일 ~ 10월 1일         | 연속 TV 소설 〈해님〉                                                                          | 스도(마루야마) 요코               | NHK               |           |
| 2012년 7월 4일 ~ 9월 19일         | 토칸 -특별 국세 징수관-                                                                        | 스즈미야 미키                     | NTV               |           |
| 2013년 3월 27일                   | 휴먼 드라마 스페셜 〈파지~할아버지와 손녀의 애정이야기〉                                       | 25세 사키타 모모                  | TV 도쿄           | 특별 출연 |
| 2015년 1월 4일 ~ 12월 13일        | 대하드라마 〈꽃 타오르다〉                                                                     | 스기 후미(카토리 미와코)          | NHK               |           |
| 2017년 10월 17일 ~ 12월 19일      | 내일의 약속                                                                                    | 아이자와 히나타                   | 칸사이 TV/후지 TV |           |
| 2018년 9월 22일                   | 메~텔레 개국 55주년 기념 드라마 〈난반사〉                                                     | 카야마 미츠에                     | TV 아사히         |           |
| 2019년 10월 19일 ~ 11월 16일      | 소년 토라지로                                                                                  | 쿠루마 미치코                     | NHK 종합          |           |
| 2021년 10월 16일 ~ 12월 18일      | 2월의 승자 -절대 합격의 교실-                                                                  | 사쿠라 마이 (히로인)              | NTV               |           |

### 영화
| 개봉일자         | 제목                               | 역할                   | 배급사                      | 비고      |
| ---------------- | ---------------------------------- | ---------------------- | --------------------------- | --------- |
| 2006년 4월 22일  | 체케랏쵸!!                         | 하에바루 유이 (히로인) | 도호                        |           |
| 2007년 4월 28일  | 게게게 노 키타로                   | 미우라 미카 (히로인)   | 쇼치쿠                      |           |
| 2007년 8월 4일   | 괴담                               | 오히사                 | 쇼치쿠                      |           |
| 2008년 6월 28일  | 꽃보다 남자 F(파이널)              | 마키노 츠쿠시          | 도호                        |           |
| 2009년 10월 24일 | 내 첫사랑을 너에게 바친다          | 타네다 마유            | 도호                        |           |
| 2010년 4월 10일  | 달링은 외국인                      | 사오리                 | 도호                        |           |
| 2010년 7월 17일  | 슈얼리 섬데이                      | 고토 쇼코              | 쇼치쿠                      | 우정 출연 |
| 2011년 2월 11일  | 태평양의 기적 -폭스라 불렸던 남자- | 아오노 치에코          | 도호                        |           |
| 2011년 4월 29일  | 8일째 매미                         | 아키야마 에리나        | 쇼치쿠                      |           |
| 2012년 11월 23일 | 줄을 당겨버렸다!                   | 나카가와 치아키        | 도호                        |           |
| 2013년 9월 28일  | 사죄의 왕                          | 쿠라모치 노리코        | 도호                        |           |
| 2013년 12월 21일 | 영원의 0                           | 미야베 마츠노 (히로인) | 도호                        |           |
| 2014년 3월 29일  | 백설 공주 살인 사건                | 시로노 미키            | 쇼치쿠                      |           |
| 2018년 6월 22일  | 용길이네 곱창집                    | 리카 (히로인)          | KADOKAWA / 팬텀 필름        |           |
| 2019년 12월 3일  | 카쯔벤!                            | 타치바나 코토에        | 도에이                      |           |
| 2020년 7월 3일   | 한번도 쏘지 않았습니다             | 후쿠하라 카르타        | 키노 필름스                 |           |
| 2021년 1월 8일   | 천성 인어                          | 마츠우라 이토          | 래빗 하우스/엘리펀트 하우스 |           |
| TBA              | 감금된 한 숨                       | 유코                   | 베스트 브레인               |           |

### 무대
| 공연일자                    | 제목                                 | 역할   | 공연장소 | 비고                   |
| --------------------------- | ------------------------------------ | ------ | -------- | ---------------------- |
| 2002년 11월 4일 ~ 11월 29일 | 스톤웰 제54회 공연 〈히구치 이치요〉 | 미도리 | 빈칸     | 작·연출: 이시이 후쿠코 |
| 2013년 10월 4일 ~ 12월 8일  | NODA·MAP 제18회 공연 〈MIWA〉        | 마리아 | 빈칸     | 작·연출: 노다 히데키   |
| 2016년 1월 29일 ~ 4월 3일   | NODA·MAP 제20회 공연 〈노여움〉      | 지코   | 빈칸     | 작·연출: 노다 히데키   |

### 극장판·TV 애니메이션
| 개봉/방송일자  | 제목                                    | 역할      | 배급사/방송사 | 비고              |
| -------------- | --------------------------------------- | --------- | ------------- | ----------------- |
| 2014년 7월 5일 | 날아라 호빵맨과 사과 아가의 모두의 소원 | 사과 아가 | 도쿄 테아토르 | 극장판 애니메이션 |
| 2016년 8월 6일 | 루돌프와 많이있어                       | 루돌프    | 도호          | 극장판 애니메이션 |

## 그 외 출연

### 다큐멘터리
- NHK 스페셜 〈히노하라 시게아키 100세 생명의 메시지〉 (2011년 10월 8일, NHK 종합) - 내레이션
- 증언 기록 영원히 꽃피면 나데시코 재팬 일본 여자 축구의 30년 (2012년 3월 26일 ~ 28 일, NHK BS 프리미엄) - 내레이션
- 빛나는 여자 (전편 2012년 6월 9일, 후편 2012년 6월 16일, NHK BS 프리미엄)
- 정열대륙 〈이노우에 마오가 찍는 오다 카즈마사〉 (제1밤 2012년 6월 10일, 제2밤 2012년 6월 17일, MBS·TBS) - 연출
- NNN 다큐멘터리 〈전장에 핀 작은 꽃 야마모토 미카 삶의 방식〉 (2012년 10월 15일, NTV) - 내레이션
- 특집 스포츠 다큐멘터리 〈13세의 골 소년은 여전히 꿈〉 (2013년 3월 21일, NHK BS1) - 내레이션
- NHK 스페셜 〈모두의 꿈 지키기 위해 ~ 야나세 타카시 호빵맨 인생~〉 (2014년 1월 5일, NHK 종합) - 내레이션
- ETV 특집 〈신씨 101세 츠루씨 103세 ~끙 살아있는 두 사람의 100년~〉 (2014년 3월 1일, NHK E 텔레) - 내레이션
- TV 도쿄 개국 50주년 특별 기획 〈이케가미 아키라의 JAPAN 프로젝트 50년 전 일본 미래의 일본~〉 (2014년 4월 12일, TV 도쿄) - 네비게이터
- 목격! 일본 〈언젠가 밖으로 나간 날까지 ~정신과 병동 10개월~〉 (2018년 12월 2일, NHK 종합) - 내레이션
- 사람 이야기 〈조금 늦은 꿈이지만〉 (2019년 3월 21일, NHK) - 내레이션
- 소리로 담소 ~미우라 후미아키 × 츠지 노부유키~ (2019년 8월 30일, NHK BS 프리미엄) - 내레이션

### 버라이어티
- 신춘 큰 매출! 산마의 그대로 (간사이 TV·후지 TV) - 레귤러 (2008년부터 2017년까지 10년 연속 출연)

- NHK 홍백가합전 (NHK 종합)
  - 제62회 (2011년 12월 31일) - 홍팀 사회
  - 제65회 (2014년 12월 31일) - 게스트 심사위원

### PV
- 오다 카즈마사 〈코코로 (こころ)〉 (2007년)

### CM(광고)
- 후짓코 〈나타드 코코〉 (1994년)
- 일본 유니시스 (1995년)
- 세가 (1996년)
- 도시바 (1996년)
- 미츠이 부동산 판매 〈리하우스〉 (1997년 ~ 1999년) - 리 하우스 걸 이케와키 치즈루의 여동생 역
- 각켄 홀딩스 (1997년)
- 카오 〈브로네 향기 헤어 칼라〉 (2000년)
- 가정교사의 트라이 (2006년 ~ 2007년)
- 미즈호 은행·미즈호 마일리지 클럽 (2006년 ~ 2016년)
- 가코메 〈야채 생활 100〉 (2007년 ~ 2008년)
- 메이지 제과
  - Panky (2007년)
  - 수제 초콜릿 (2007년 ~ 2008년)
  - 과즙 구미 (2008년)
- 에자이 〈쵸코라 BB 시리즈〉 (2008년 ~ 2012년) - 니노미야 카즈나리와 공동 출연
- NTT 서일본 〈후렛트 히카리 프리미엄〉 (2010년 2월 ~ 2013년 12월)
- 에자키 글리코 〈아이스의 열매〉 (2010년)
- 아사히 맥주 〈아사히 다이렉트샷〉 (2012년) - 야마시타 토모히사와 공동 출연
- 푸마 재팬 〈PUMA PLAY TIME〉 (2012년 10월 ~ 2013년 10월) - 마츠자카 토리와 공동 출연
- 아사히 푸드 앤 헬스 케어 〈크림 현미 블랑〉 (2013년 3월 ~ 2016년 3월)
- 타이쇼 제약 〈리포 비탄 파인〉 (2014년 7월 ~ 2016년 7월)
- 타카라 주조 〈송죽매 시라쿠라 미오〉 (2016년 ~ 2017년)
- 기린 맥주 〈본 기린〉 (2018년)

### 모델·이미지 캐릭터
- 다이하츠 자동차 DRALiON 〈스페셜 서포터〉 Team DRALiON 취임 (2006년 ~ 2008년)

## 서적

### 사진집
- 열 다섯의 여름 (2002년, 다케쇼보) ISBN 4812410126
- 이노우에 마오 2007 (2007년 공식 사이트·TSUTAYA Online에만 한정 판매였지만 후에 서점 판매) ISBN 4902342111

### DVD·비디오
- 15의 여름에 (2002년, 다케쇼보)

## 수상 경력
| 연도   | 시상식                                  | 부문               | 작품                                           | 출처   |
| ------ | --------------------------------------- | ------------------ | ---------------------------------------------- | ------ |
| 2006년 | 제10회 닛칸 스포츠 드라마 그랑프리      | 여우주연상         | 꽃보다 남자                                    |        |
| 2007년 | MTV STUDENT VOICE AWARDS 2007           | 최우수 여배우상    | 꽃보다 남자                                    |        |
| 2007년 | 제16회 하시다상                         | 신인상             | 꽃보다 남자                                    |        |
| 2007년 | 2008 니켈로디언 키즈 초이스 어워드 재팬 | 주연상             | 꽃보다 남자                                    |        |
| 2007년 | 제10회 네일 퀸                          | 여배우 부문        | 빈칸                                           | [ 17 ] |
| 2009년 | 제22회 일본 안경 베스트 드레서상        | 연예계 부문        | 빈칸                                           | [ 18 ] |
| 2011년 | 제8회 만년필 베스트 코디 상 2011        | 일반 선출 부문     | 빈칸                                           | [ 19 ] |
| 2011년 | 제3회 TAMA 영화상                       | 최우수 신진 주연상 | 8일째 매미, 태평양의 기적 -폭스라 불렸던 남자- |        |
| 2011년 | 제35회 야마지 후미코 영화상             | 신인 여우상        | 8일째 매미                                     |        |
| 2011년 | 제24회 닛칸 스포츠 영화 대상            | 신인상             | 8일째 매미, 태평양의 기적 -폭스라 불렸던 남자- |        |
| 2011년 | 제35회 일본 아카데미상                  | 최우수 여우주연상  | 8일째 매미                                     |        |
| 2011년 | 제36회 엘란도르상                       | 신인상             | 빈칸                                           |        |
| 2011년 | 제3회 일본 극장 스탭 영화제             | 여우주연상         | 8일째 매미                                     |        |
| 2014년 | 제38회 일본 아카데미상                  | 우수 여우주연상    | 백설 공주 살인 사건                            | [ 20 ] |
| 2016년 | 제27회 일본 주얼리 드레서 시상식        | 20대 부문          | 빈칸                                           | [ 21 ] |
| 2018년 | 제22회 E- 라인 뷰티풀 대상              | 여배우 부문        | 빈칸                                           | [ 22 ] |

### 내용주
1. ↑  추천 입학했다.
2. ↑  개봉일 기준은 일본에서의 개봉일이다.
3. ↑  오카다 마사키와 공동 주연
4. ↑  개봉·방송일자 기준은 일본에서의 공개일이다.

### 참조주
1. ↑  “오카다 케이스케 호빵맨 박물관의 일일 관장에 취임 〈1주일 정도 주고 싶다〉라고 분발 오카다 호빵맨 수수께끼”. 《카나로코》 (가나가와 신문사). 2014년 6월 24일. 2014년 7월 10일에 원본 문서에서 보존된 문서. 2014년 12월 23일에 확인함.
2. 1 2 3  “이노우에 마오, 키시베 잇토쿠 사무소 〈언네프〉 이적”. 스포츠호치. 2016년 12월 10일. 2016년 12월 14일에 원본 문서에서 보존된 문서. 2020년 2월 18일에 확인함.
3. 1 2  “【연재】『그 사람의 학창 시절』#18：이노우에 마오 「단위보다 정말 배우고 싶은 것을 소중히」”. 마이 나비. 2017년 11월 8일. 2019년 10월 28일에 확인함.
4. ↑  이노우에 마오｜일본 탤런트 명감
5. ↑  이노우에 마오 인터뷰 보관됨 2021-05-09 - 웨이백 머신 탤런트 데이터 뱅크 (2005년 11월 1일)
6. ↑  “회사 소개”. 극단 도하이. 2018년 1월 18일에 원본 문서에서 보존된 문서. 2020년 2월 18일에 확인함.
7. ↑  “이노우에 마오가 메이지 대학 졸업, 추억의 무도관에서 식”. 《닛칸스포츠》. 2009년 3월 26일. 2019년 10월 28일에 확인함.
8. ↑  “올해의 손님 성우 마침내 결정! “꼬마 사과”는 이노우에 마오 씨! 블랙 마조의 “마죠라”는 오카다 케이스케 씨!”. 2014년 영화 〈날아라 호빵맨 꼬마 사과와 모두의 소원〉 공식 사이트. 2014년 4월 10일. 2014년 4월 13일에 원본 문서에서 보존된 문서. 2020년 2월 18일에 확인함.
9. ↑  2015년 대하드라마 《꽃 타오르다》 제작 발표!  주연 이노우에 마오 보관됨 2013-12-03 - archive.today NHK 드라마 토픽 2013년 12월 3일자
10. ↑  Profile 보관됨 2014-11-22 - 웨이백 머신, 이노우에 마오 Official Web Site, 2014년 12월 15일에 확인.
11. ↑  
“【yumiyori 이야기】제35회 이노우에 마오 씨”. 요미우리 신문. 2011년 7월 8일. 2011년 10월 26일에 원본 문서에서 보존된 문서. 2020년 2월 18일에 확인함.
12. ↑  “이노우에 마오, 어머니의 말버릇은 「우쭐대지 마라」”. 《LiLiCo의 Happy eiga 식사 - 제13회》. 영화.com. 2011년 4월 28일. 2011년 4월 30일에 원본 문서에서 보존된 문서. 2020년 2월 18일에 확인함.
13. ↑  “어떻게 “무서움”을 낼 수 있을까 이노우에 마오 「백설 공주 살인 사건」”. 《산케이WEST》 (산케이 디지털). 2014년 4월 13일. 2015년 1월 12일에 원본 문서에서 보존된 문서. 2014년 12월 15일에 확인함.
14. ↑  #07「출석했습니다」｜마오의 방｜연속TV소설『해님』 보관됨 2011-08-09 - 웨이백 머신 NHK 온라인
15. ↑  #11「편지」｜마오의 방｜연속TV소설 『해님』 보관됨 2011-08-10 - 웨이백 머신 NHK 온라인
16. ↑  “이노우에 마오, 아침 드라마 효과로 “만년필상” 수상 자신의 연애 경험은 「없음」”. 《오리콘 고객 만족도 랭킹》. oricon ME. 2011년 11월 8일. 2020년 2월 18일에 확인함.
17. ↑  “네일 엑스포2007”. 일본 네일리스트 협회. 2015년 7월 31일에 확인함.
18. ↑  “이전 일본 안경 베스트 드레서 상”. IOFT 제28회 국제 안경 전시회. 2013년 10월 19일에 원본 문서에서 보존된 문서. 2020년 2월 18일에 확인함.
19. ↑  “2011년의 결과”. Heart Line Project Official Web Site. 2015년 7월 31일에 확인함.
20. ↑  “일본 아카데미상 우수상 결정!”. 《일본 아카데미상 공식 사이트》. 2015년 1월 14일. 2015년 1월 17일에 확인함.
21. ↑  “이노우에 마오, DAIGO, 요시다 요가 『제2회 일본 보석 베스트 드레서상』수상”. 《ORICON NEWS》 (oricon ME). 2016년 1월 21일. 2020년 2월 18일에 확인함.
22. ↑  “이노우에 마오 「가장 옆모습이 아름다운 여성」에”. 산케이 포토. 2018년 6월 24일. 2018년 6월 24일에 확인함.